# 本坊輝雄
本坊 輝雄（ほんぼう てるお、1955年〈昭和30年〉10月13日 - ）は、日本の政治家。鹿児島県南さつま市長（4期）。元鹿児島県議会議員（5期）。元加世田市議会議員（3期）。

## 来歴
鹿児島県加世田市津貫（現・南さつま市加世田津貫）出身。生家はみかん農家。1974年（昭和49年）3月、鹿児島県立加世田農業高等学校（現・鹿児島県立加世田常潤高等学校）卒業。1975年（昭和50年）3月、農林水産省常緑果樹農業研修所を修了。同年4月、加世田市農業協同組合に就職。1977年（昭和52年）12月、同組合を退職。
1982年（昭和57年）7月、加世田市議会議員に就任。計3回当選。
1991年（平成3年）4月、鹿児島県議会議員（加世田市選挙区）に就任。
2005年（平成17年）11月7日、加世田市・笠沙町・大浦町・坊津町・金峰町の1市4町が合併し、南さつま市が誕生する。2007年（平成19年）の県議選は南さつま市選挙区から出馬、5回目の当選を果たす。
2009年（平成21年）11月15日に行われた南さつま市長選挙に無所属で出馬。民主党と国民新党の推薦を受けた元笠沙町長の中尾昌作を破り、初当選した（本坊：15,075票、中尾：10,113票）。11月27日、市長就任
。
2013年（平成25年）の市長選で、前回争った中尾昌作を再び破り2選（本坊：11,494票、中尾：9,774票）。
2017年（平成29年）の市長選で、中尾昌作をみたび破り3選（本坊：10,293票、中尾：9,591票）。
2021年（令和3年）に無投票で4選

## 人物
- 南さつま市内の焼酎醸造の会社の代表者を務めている[8]。